# Pan-amerikanisches Eishockeyturnier
Das Pan-amerikanische Eishockeyturnier war ein zwischen 2014 und 2017 ausgetragenes Turnier für Eishockeynationalmannschaften (teilweise auch B-Teams) aus Nord- und Südamerika. Es gab sowohl ein Herreneishockey-, als auch ein Fraueneishockeyturnier.

## Geschichte
Die erste Ausgabe des pan-amerikanischen Eishockeyturniers wurde vom 2. bis zum 9. März 2014 von der Federación Deportiva de México de Hockey sobre Hielo, dem mexikanischen Eishockeyverband, mit offizieller Genehmigung der Internationalen Eishockey-Föderation (IIHF) in Mexiko-Stadt veranstaltet. Die weiteren Austragungen fanden im Juni 2015, 2016 und 2017 erneut in Mexiko statt.
Das Turnier dient zur Förderung des Eishockeysports in Nord- und Südamerika, wo einzig Kanada, Mexiko und USA über ein größeres Eishockeyprogramm verfügen. Die Nationalmannschaften aus Argentinien, Brasilien, Kolumbien und Chile gaben jeweils ihr Debüt bei einem internationalen Eishockeyturnier. Zudem trat eine Auswahl vom kanadischen Verband Hockey Canada ausgewählter Spieler an, um ihr Land zu vertreten. Das Turnier 2014 wurde von Kanada durch einen 7:0-Finalsieg gegen Gastgeber Mexiko gewonnen.
Nach der Einstellung mit der vierten Ausgabe 2017 wurde 2019 mit dem Amerigol Latam Cup ein ähnlicher Nachfolgebewerb aus der Taufe gehoben, der nun in Florida ausgetragen wird.

## Bisherige Gewinner
| Jahr | Teilnehmer (M / F) | Sieger Männer-Turnier | Sieger Frauen-Turnier |
| ---- | ------------------ | --------------------- | --------------------- |
| 2014 | 5 / 3              | Kanada                | Kanada                |
| 2015 | 6 / 5              | Kolumbien             | Mexiko                |
| 2016 | 6 / 5              | Kolumbien             | Mexiko                |
| 2017 | 9 / 5              | Mexiko                | Mexiko                |

## Austragung 2014

### Männer-Turnier
Vorrunde
| 2. März 2014 16:00 Uhr (Ortszeit) | 2. März 2014 23:00 Uhr (MEZ) | Argentinien | 1:11 (-:-, -:-, -:-) | Kolumbien | Icedome México Sur, Mexiko-Stadt Zuschauer: nicht bekannt |

| 2. März 2014 18:30 Uhr | 3. März 2014 1:30 Uhr | Mexiko | 16:0 (8:0, 1:0, 7:0) | Brasilien | Icedome México Sur, Mexiko-Stadt Zuschauer: nicht bekannt |

| 3. März 2014 17:00 Uhr | 4. März 2014 0:00 Uhr | Kanada | 9:3 (3:1, 3:1, 3:1) | Kolumbien | Icedome México Sur, Mexiko-Stadt Zuschauer: nicht bekannt |

| 4. März 2014 19:30 Uhr | 5. März 2014 2:30 Uhr | Argentinien | 0:18 (0:10, 0:1, 0:7) | Kanada | Icedome México Sur, Mexiko-Stadt Zuschauer: nicht bekannt |

| 5. März 2014 13:30 Uhr | 5. März 2014 20:30 Uhr | Brasilien | 3:5 (0:0, 0:3, 3:2) | Argentinien | Icedome México Sur, Mexiko-Stadt Zuschauer: nicht bekannt |

| 5. März 2014 19:30 Uhr | 6. März 2014 2:30 Uhr | Mexiko | 3:6 (0:3, 3:2, 0:1) | Kanada | Icedome México Sur, Mexiko-Stadt Zuschauer: nicht bekannt |

| 6. März 2014 19:30 Uhr | 7. März 2014 2:30 Uhr | Brasilien | 0:16 (0:9, 0:2, 0:5) | Kanada | Icedome México Sur, Mexiko-Stadt Zuschauer: nicht bekannt |

| 7. März 2014 20:30 Uhr | 8. März 2014 3:30 Uhr | Mexiko | 11:2 (4:0, 6:2, 1:0) | Kolumbien | Icedome México Sur, Mexiko-Stadt Zuschauer: nicht bekannt |

| 8. März 2014 15:30 Uhr | 8. März 2014 22:30 Uhr | Brasilien | 0:14 (-:-, -:-, -:-) | Kolumbien | Icedome México Sur, Mexiko-Stadt Zuschauer: nicht bekannt |

| 8. März 2014 20:30 Uhr | 9. März 2014 3:30 Uhr | Mexiko | 18:0 (-:-, -:-, -:-) | Argentinien | Icedome México Sur, Mexiko-Stadt Zuschauer: nicht bekannt |

| Pl. |             | Sp | S | OTS | OTN | N | Tore  | Punkte |
| --- | ----------- | -- | - | --- | --- | - | ----- | ------ |
| 1.  | Kanada      | 4  | 4 | 0   | 0   | 0 | 49:06 | 12     |
| 2.  | Mexiko      | 4  | 3 | 0   | 0   | 1 | 48:08 | 9      |
| 3.  | Kolumbien   | 4  | 2 | 0   | 0   | 2 | 30:21 | 6      |
| 4.  | Argentinien | 4  | 1 | 0   | 0   | 3 | 06:50 | 3      |
| 5.  | Brasilien   | 4  | 0 | 0   | 0   | 4 | 03:51 | 0      |

Spiel um Platz 3
| 9. März 2014 13:30 Uhr (Ortszeit) | 9. März 2014 20:30 Uhr (MEZ) | Kolumbien | 9:1 (2:0, 4:0, 3:1) | Argentinien | Icedome México Sur, Mexiko-Stadt Zuschauer: nicht bekannt |

Finale
| 9. März 2014 18:30 Uhr | 10. März 2014 1:30 Uhr | Mexiko | 0:7 (0:2, 0:3, 0:2) | Kanada | Icedome México Sur, Mexiko-Stadt Zuschauer: nicht bekannt |

| Turniersieger Kanada | Pierre-Alexandre Marion, James Reid – Michael Bara, Nathan Beausoleil, Logan Delaney, Greg Robertson, Brian Swain – Mike Corneau, Kyle Gourgon, Kevin Hurley, Chris Jamieson, Matt Kerr, Pierre-André Leblanc, Ross MacLean, Evan Perry, Pier-Alexandre Poulin, Marc Rancourt, Kyle Reed, Joe Sanford, Mike Sullivan, Bill Triantafilos, Adam Vaughan Cheftrainer: Corey McNabb |

Beste Scorer
| Spieler               | Team      | Tore | Assists | Punkte |
| --------------------- | --------- | ---- | ------- | ------ |
| Carlos Gómez          | Mexiko    | 12   | 9       | 21     |
| Daniel Echeverri      | Kolumbien | 11   | 8       | 19     |
| Adrián Cervantes      | Mexiko    | 9    | 4       | 13     |
| Kyle Reed             | Kanada    | 8    | 5       | 13     |
| Marc Rancourt         | Kanada    | 5    | 7       | 12     |
| Sergio Vargas         | Kolumbien | 3    | 9       | 12     |
| Pier-Alexandre Poulin | Kanada    | 6    | 5       | 11     |
| Alexis Cervantes      | Mexiko    | 4    | 7       | 11     |
| Adam Vaughan          | Kanada    | 2    | 9       | 11     |
| Michael Mijjar        | Kolumbien | 6    | 3       | 9      |
| Ross MacLean          | Kanada    | 1    | 8       | 9      |

### Frauen-Turnier
Beim Frauenturnier trat Mexiko gegen zwei Auswahlmannschaften von Hockey Canada an, die Sudbury Lady Wolves und die Huntsville All Stars. Dabei setzte sich Kanada A souverän mit 8:0 im Finale gegen Gastgeber Mexiko durch.
| 3. März 2014 | Mexiko               | 0:5  | Sudbury Lady Wolves  | Icedome México Sur, Mexiko-Stadt Zuschauer: |
| 4. März 2014 | Sudbury Lady Wolves  | 8:0  | Huntsville All Stars | Icedome México Sur, Mexiko-Stadt Zuschauer: |
| 5. März 2014 | Mexiko               | 3:4  | Huntsville All Stars | Icedome México Sur, Mexiko-Stadt Zuschauer: |
| 6. März 2014 | Huntsville All Stars | 1:10 | Sudbury Lady Wolves  | Icedome México Sur, Mexiko-Stadt Zuschauer: |
| 7. März 2014 | Mexiko               | 1:11 | Sudbury Lady Wolves  | Icedome México Sur, Mexiko-Stadt Zuschauer: |
| 8. März 2014 | Mexiko               | 1:0  | Huntsville All Stars | Icedome México Sur, Mexiko-Stadt Zuschauer: |

| Pl. |                      | Sp | S | OTS | OTN | N | Tore  | Punkte |
| --- | -------------------- | -- | - | --- | --- | - | ----- | ------ |
| 1.  | Sudbury Lady Wolves  | 4  | 4 | 0   | 0   | 0 | 34:02 | 12     |
| 2.  | Mexiko               | 4  | 1 | 0   | 0   | 3 | 05:20 | 3      |
| 3.  | Huntsville All Stars | 4  | 1 | 0   | 0   | 3 | 05:22 | 3      |

Finale
| 9. März 2014 | Mexiko | 0:8 | Kanada A | Icedome México Sur, Mexiko-Stadt Zuschauer: |

## Austragung 2015
Die zweite Austragung des Turniers fand vom 3. bis 7. Juni erneut in Mexiko-Stadt statt.

### Männer-Turnier
| 3. Juni 2015 | Kolumbien | 8:0 (-:-, -:-, -:-) | Argentinien A | Icedome México Sur, Mexiko-Stadt Zuschauer: nicht bekannt |

| 3. Juni 2015 | Brasilien | 5:2 (-:-, -:-, -:-) | Mexiko U17 | Icedome México Sur, Mexiko-Stadt Zuschauer: nicht bekannt |

| 3. Juni 2015 | Mexiko | 19:0 (-:-, -:-, -:-) | Argentinien B | Icedome México Sur, Mexiko-Stadt Zuschauer: nicht bekannt |

| 4. Juni 2015 | Argentinien B | 0:7 (-:-, -:-, -:-) | Brasilien | Icedome México Sur, Mexiko-Stadt Zuschauer: nicht bekannt |

| 4. Juni 2015 | Mexiko | 9:1 (-:-, -:-, -:-) | Argentinien A | Icedome México Sur, Mexiko-Stadt Zuschauer: nicht bekannt |

| 4. Juni 2015 | Kolumbien | 6:0 (-:-, -:-, -:-) | Mexiko U17 | Icedome México Sur, Mexiko-Stadt Zuschauer: nicht bekannt |

| 5. Juni 2015 | Argentinien A | 2:1 (-:-, -:-, -:-) | Argentinien B | Icedome México Sur, Mexiko-Stadt Zuschauer: nicht bekannt |

| 5. Juni 2015 | Brasilien | 0:3 (-:-, -:-, -:-) | Kolumbien | Icedome México Sur, Mexiko-Stadt Zuschauer: nicht bekannt |

| 5. Juni 2015 | Mexiko | 8:0 (-:-, -:-, -:-) | Mexiko U17 | Icedome México Sur, Mexiko-Stadt Zuschauer: nicht bekannt |

| 6. Juni 2015 | Mexiko U17 | 1:0 (-:-, -:-, -:-) | Argentinien A | Icedome México Sur, Mexiko-Stadt Zuschauer: nicht bekannt |

| 6. Juni 2015 | Mexiko | 11:1 (-:-, -:-, -:-) | Brasilien | Icedome México Sur, Mexiko-Stadt Zuschauer: nicht bekannt |

| 6. Juni 2015 | Argentinien B | 0:12 (-:-, -:-, -:-) | Kolumbien | Icedome México Sur, Mexiko-Stadt Zuschauer: nicht bekannt |

| 7. Juni 2015 | Argentinien A | 1:6 (-:-, -:-, -:-) | Brasilien | Icedome México Sur, Mexiko-Stadt Zuschauer: nicht bekannt |

| 7. Juni 2015 | Mexiko U17 | 17:1 (-:-, -:-, -:-) | Argentinien B | Icedome México Sur, Mexiko-Stadt Zuschauer: nicht bekannt |

| 7. Juni 2015 | Mexiko | 5:6 (-:-, -:-, -:-) | Kolumbien | Icedome México Sur, Mexiko-Stadt Zuschauer: nicht bekannt |

| Pl. |               | Sp | S | OTS | OTN | N | Tore  | Punkte |
| --- | ------------- | -- | - | --- | --- | - | ----- | ------ |
| 1.  | Kolumbien     | 5  | 5 | 0   | 0   | 0 | 35:05 | 15     |
| 2.  | Mexiko        | 5  | 4 | 0   | 0   | 1 | 52:08 | 12     |
| 3.  | Brasilien     | 5  | 3 | 0   | 0   | 2 | 19:17 | 09     |
| 4.  | Mexiko U17    | 5  | 2 | 0   | 0   | 3 | 20:20 | 06     |
| 5.  | Argentinien A | 5  | 1 | 0   | 0   | 4 | 04:25 | 03     |
| 6.  | Argentinien B | 5  | 0 | 0   | 0   | 5 | 02:57 | 0      |

### Frauen-Turnier
| 3. Juni 2015 | Argentinien | 3:2 (-:-, -:-, -:-) | Brasilien | Icedome México Sur, Mexiko-Stadt Zuschauer: nicht bekannt |

| 3. Juni 2015 | Kolumbien | 1:0 (-:-, -:-, -:-) | Mexiko U17 | Icedome México Sur, Mexiko-Stadt Zuschauer: nicht bekannt |

| 4. Juni 2015 | Mexiko | 11:1 (-:-, -:-, -:-) | Brasilien | Icedome México Sur, Mexiko-Stadt Zuschauer: nicht bekannt |

| 4. Juni 2015 | Mexiko U18 | 3:0 (-:-, -:-, -:-) | Argentinien | Icedome México Sur, Mexiko-Stadt Zuschauer: nicht bekannt |

| 5. Juni 2015 | Brasilien | 0:3 (-:-, -:-, -:-) | Mexiko U18 | Icedome México Sur, Mexiko-Stadt Zuschauer: nicht bekannt |

| 5. Juni 2015 | Mexiko | 5:0 (-:-, -:-, -:-) | Kolumbien | Icedome México Sur, Mexiko-Stadt Zuschauer: nicht bekannt |

| 6. Juni 2015 | Argentinien | 0:5 (-:-, -:-, -:-) | Kolumbien | Icedome México Sur, Mexiko-Stadt Zuschauer: nicht bekannt |

| 6. Juni 2015 | Mexiko | 7:0 (-:-, -:-, -:-) | Mexiko U18 | Icedome México Sur, Mexiko-Stadt Zuschauer: nicht bekannt |

| 7. Juni 2015 | Kolumbien | 5:1 (-:-, -:-, -:-) | Brasilien | Icedome México Sur, Mexiko-Stadt Zuschauer: nicht bekannt |

| 7. Juni 2015 | Mexiko | 14:0 (-:-, -:-, -:-) | Argentinien | Icedome México Sur, Mexiko-Stadt Zuschauer: nicht bekannt |

| Pl. |             | Sp | S | OTS | OTN | N | Tore  | Punkte |
| --- | ----------- | -- | - | --- | --- | - | ----- | ------ |
| 1.  | Mexiko      | 4  | 4 | 0   | 0   | 0 | 37:01 | 12     |
| 2.  | Kolumbien   | 4  | 3 | 0   | 0   | 1 | 11:06 | 09     |
| 3.  | Mexiko U18  | 4  | 2 | 0   | 0   | 2 | 06:08 | 06     |
| 4.  | Argentinien | 4  | 1 | 0   | 0   | 3 | 03:24 | 03     |
| 5.  | Brasilien   | 4  | 0 | 0   | 0   | 4 | 04:22 | 0      |

## Austragung 2016
Die dritte Austragung des Turniers fand vom 6. bis 12. Juni 2016 erneut in Mexiko-Stadt statt. Die interne Partie der beiden Frauen-Mannschaften des Gastgebers wurde vorgezogen. Alle Spiele wurden im Icedome Mexiko Sur ausgetragen.

### Männer-Turnier
| 6. Juni 2016 11:00 | Argentinien B | 1:8 | Brasilien | Mexiko-Stadt Zuschauer: nicht bekannt |

| 6. Juni 2016 21:45 | Mexiko B | 4:1 | Argentinien | Mexiko-Stadt Zuschauer: nicht bekannt |

| 6. Juni 2016 23:15 | Kolumbien | 2:6 | Mexiko | Mexiko-Stadt Zuschauer: nicht bekannt |

| 7. Juni 2016 10:30 | Kolumbien | 3:1 | Argentinien | Mexiko-Stadt Zuschauer: nicht bekannt |

| 7. Juni 2016 22:00 | Mexiko | 4:0 | Brasilien | Mexiko-Stadt Zuschauer: nicht bekannt |

| 8. Juni 2016 10:30 | Mexiko B | 10:0 | Argentinien B | Mexiko-Stadt Zuschauer: nicht bekannt |

| 8. Juni 2016 21:45 | Argentinien | 1:10 | Mexiko | Mexiko-Stadt Zuschauer: nicht bekannt |

| 9. Juni 2016 10:30 | Kolumbien | 17:0 | Argentinien B | Mexiko-Stadt Zuschauer: nicht bekannt |

| 9. Juni 2016 22:00 | Brasilien | 0:7 | Mexiko B | Mexiko-Stadt Zuschauer: nicht bekannt |

| 10. Juni 2016 10:30 | Argentinien | 1:4 | Brasilien | Mexiko-Stadt Zuschauer: nicht bekannt |

| 10. Juni 2016 20:45 | Argentinien B | 0:18 | Mexiko | Mexiko-Stadt Zuschauer: nicht bekannt |

| 10. Juni 2016 22:15 | Mexiko B | 1:6 | Kolumbien | Mexiko-Stadt Zuschauer: nicht bekannt |

| 11. Juni 2016 18:15 | Argentinien B | 2:10 | Argentinien | Mexiko-Stadt Zuschauer: nicht bekannt |

| 11. Juni 2016 21:15 | Brasilien | 1:9 | Kolumbien | Mexiko-Stadt Zuschauer: nicht bekannt |

| 11. Juni 2016 22:45 | Mexiko | 4:1 | Mexiko B | Mexiko-Stadt Zuschauer: nicht bekannt |

| Pl. |               | Sp | S | OTS | OTN | N | Tore  | Punkte |
| --- | ------------- | -- | - | --- | --- | - | ----- | ------ |
| 1.  | Mexiko A      | 5  | 5 | 0   | 0   | 0 | 42:04 | 15     |
| 2.  | Kolumbien     | 5  | 4 | 0   | 0   | 1 | 37:09 | 12     |
| 3.  | Mexiko B      | 5  | 3 | 0   | 0   | 2 | 23:11 | 09     |
| 4.  | Brasilien     | 5  | 2 | 0   | 0   | 3 | 13:22 | 06     |
| 5.  | Argentinien A | 5  | 1 | 0   | 0   | 4 | 14:23 | 03     |
| 6.  | Argentinien B | 5  | 0 | 0   | 0   | 5 | 03:63 | 0      |

Spiel um Platz 3
| 12. Juni 2016 16:00 | Mexiko B | 2:0 | Brasilien | Mexiko-Stadt Zuschauer: nicht bekannt |

Finale
| 12. Juni 2016 19:00 | Mexiko | 2:3 n. P. | Kolumbien | Mexiko-Stadt Zuschauer: nicht bekannt |

### Frauen-Turnier
| 2. Juni 2016 21:00 | Mexiko | 9:0 | Mexiko B | Mexiko-Stadt Zuschauer: nicht bekannt |

| 6. Juni 2016 12:15 | Argentinien B | 0:8 | Kolumbien | Mexiko-Stadt Zuschauer: nicht bekannt |

| 7. Juni 2016 09:00 | Mexiko B | 3:1 | Kolumbien | Mexiko-Stadt Zuschauer: nicht bekannt |

| 7. Juni 2016 20:30 | Mexiko | 14:0 | Argentinien B | Mexiko-Stadt Zuschauer: nicht bekannt |

| 8. Juni 2016 09:00 | Argentinien | 12:0 | Argentinien B | Mexiko-Stadt Zuschauer: nicht bekannt |

| 9. Juni 2016 09:00 | Mexiko B | 0:3 | Argentinien | Mexiko-Stadt Zuschauer: nicht bekannt |

| 9. Juni 2016 20:30 | Kolumbien | 0:10 | Mexiko | Mexiko-Stadt Zuschauer: nicht bekannt |

| 10. Juni 2016 09:00 | Kolumbien | 3:2 | Argentinien | Mexiko-Stadt Zuschauer: nicht bekannt |

| 10. Juni 2016 19:15 | Argentinien B | 0:9 | Mexiko B | Mexiko-Stadt Zuschauer: nicht bekannt |

| 11. Juni 2016 19:45 | Argentinien | 0:3 | Mexiko | Mexiko-Stadt Zuschauer: nicht bekannt |

| Pl. |               | Sp | S | OTS | OTN | N | Tore  | Punkte |
| --- | ------------- | -- | - | --- | --- | - | ----- | ------ |
| 1.  | Mexiko        | 4  | 4 | 0   | 0   | 0 | 36:0  | 12     |
| 2.  | Argentinien   | 4  | 2 | 0   | 0   | 2 | 17:06 | 06     |
| 3.  | Mexiko B      | 4  | 2 | 0   | 0   | 2 | 12:13 | 06     |
| 4.  | Kolumbien     | 4  | 2 | 0   | 0   | 2 | 12:15 | 06     |
| 5.  | Argentinien B | 4  | 0 | 0   | 0   | 4 | 00:43 | 0      |

Spiel um Platz 3
| 12. Juni 2016 14:30 | Mexiko B | 3:1 | Kolumbien | Mexiko-Stadt Zuschauer: nicht bekannt |

Finale
| 12. Juni 2016 17:30 | Mexiko | 8:0 | Argentinien | Mexiko-Stadt Zuschauer: nicht bekannt |

## Austragung 2017
Abweichend zu anderen internationalen Eishockey-Turnieren gab es für einen Sieg 2 Punkte. Ob bei unentschiedenem Ausgang eine Verlängerung vorgesehen war, ist nicht bekannt. Die Berichterstattung auf der IIHF-Homepage zeigt außerdem, dass die Mannschaften in Einzelfällen am gleichen Tag zwei Spiele absolvierten.

### Männer-Turnier
Gruppe A
| 5. Juni 2017 | Kolumbien | 11:0 | Brasilien B | Mexiko-Stadt |

| 6. Juni 2017 | Argentinien B | 6:1 | Brasilien B | Mexiko-Stadt |

| 7. Juni 2017 | Kolumbien | 8:1 | Argentinien B | Mexiko-Stadt |

| Pl. |               | Sp | S | N | Tore  | Punkte |
| --- | ------------- | -- | - | - | ----- | ------ |
| 1.  | Kolumbien     | 2  | 2 | 0 | 19:01 | 4      |
| 2.  | Argentinien B | 2  | 1 | 1 | 07:09 | 2      |
| 3.  | Brasilien B   | 2  | 0 | 2 | 01:17 | 0      |

Gruppe B
| 5. Juni 2017 | Argentinien | 26:0 | Chile | Mexiko-Stadt |

| 6. Juni 2017 | Mexiko | 17:0 | Chile | Mexiko-Stadt |

| 7. Juni 2017 | Mexiko | 5:0 | Argentinien | Mexiko-Stadt |

| Pl. |             | Sp | S | N | Tore  | Punkte |
| --- | ----------- | -- | - | - | ----- | ------ |
| 1.  | Mexiko      | 2  | 2 | 0 | 22:0  | 4      |
| 2.  | Argentinien | 2  | 1 | 1 | 26:05 | 2      |
| 3.  | Chile       | 2  | 0 | 2 | 00:43 | 0      |

Gruppe C
| 5. Juni 2017 | Mexiko B | 7:0 | Kolumbien B | Mexiko-Stadt |

| 6. Juni 2017 | Mexiko B | 2:1 | Brasilien | Mexiko-Stadt |

| 7. Juni 2017 | Brasilien | 4:1 | Kolumbien B | Mexiko-Stadt |

| Pl. |             | Sp | S | N | Tore | Punkte |
| --- | ----------- | -- | - | - | ---- | ------ |
| 1.  | Mexiko B    | 2  | 2 | 0 | 9:01 | 4      |
| 2.  | Brasilien   | 2  | 1 | 1 | 5:03 | 2      |
| 3.  | Kolumbien B | 2  | 0 | 2 | 1:11 | 0      |

Zwischenrunde
| 8. Juni 2017 | Kolumbien | 6:0 | Mexiko B | Mexiko-Stadt |

| 8. Juni 2017 | Mexiko | 9:0 | Argentinien | Mexiko-Stadt |

| 9. Juni 2017 | Mexiko B | 2:1 | Argentinien | Mexiko-Stadt |

| 9. Juni 2017 | Mexiko | 2:1 | Kolumbien | Mexiko-Stadt |

| 10. Juni 2017 | Mexiko | 10:0 | Mexiko B | Mexiko-Stadt |

| 10. Juni 2017 | Kolumbien | 2:1 | Argentinien | Mexiko-Stadt |

| Pl. |             | Sp | S | N | Tore  | Punkte |
| --- | ----------- | -- | - | - | ----- | ------ |
| 1.  | Mexiko      | 3  | 3 | 0 | 21:01 | 6      |
| 2.  | Kolumbien   | 3  | 2 | 1 | 09:03 | 4      |
| 3.  | Mexiko B    | 3  | 1 | 2 | 02:17 | 2      |
| 4.  | Argentinien | 3  | 0 | 3 | 02:13 | 0      |

Platzierungsrunde
| 8. Juni 2017 | Chile | 6:0 | Brasilien B | Mexiko-Stadt |

| 8. Juni 2017 | Chile | 4:3 | Argentinien B | Mexiko-Stadt |

| 8. Juni 2017 | Brasilien | 7:0 | Kolumbien B | Mexiko-Stadt |

| 9. Juni 2017 | Kolumbien B | 5:0 | Argentinien B | Mexiko-Stadt |

| 9. Juni 2017 | Brasilien | 16:0 | Brasilien B | Mexiko-Stadt |

| 9. Juni 2017 | Kolumbien B | 6:0 | Chile | Mexiko-Stadt |

| 9. Juni 2017 | Brasilien B | 3:2 | Argentinien B | Mexiko-Stadt |

| 11. Juni 2017 | Brasilien | 9:0 | Chile | Mexiko-Stadt |

| 11. Juni 2017 | Kolumbien B | 7:1 | Brasilien B | Mexiko-Stadt |

| 11. Juni 2017 | Brasilien | 13:0 | Argentinien B | Mexiko-Stadt |

| Pl. |               | Sp | S | N | Tore  | Punkte |
| --- | ------------- | -- | - | - | ----- | ------ |
| 5.  | Brasilien     | 4  | 4 | 0 | 45:0  | 8      |
| 6.  | Kolumbien B   | 4  | 3 | 1 | 18:08 | 6      |
| 7.  | Chile         | 4  | 2 | 2 | 10:18 | 4      |
| 8.  | Brasilien B   | 4  | 1 | 3 | 04:31 | 2      |
| 9.  | Argentinien B | 4  | 0 | 4 | 05:25 | 0      |

Spiel um Platz 3
| 11. Juni 2017 | Argentinien | 6:1 | Mexiko B | Mexiko-Stadt |

Finale
| 10. Juni 2017 | Mexiko | 1:0 | Kolumbien | Mexiko-Stadt |

### Frauen-Turnier
Vorrunde
| 1. Juni 2017 | Mexiko | 3:2 | Mexiko B | Mexiko-Stadt |

| 5. Juni 2017 | Argentinien | 14:0 | Brasilien | Mexiko-Stadt |

| 6. Juni 2017 | Kolumbien | 3:2 | Argentinien | Mexiko-Stadt |

| 6. Juni 2017 | Mexiko | 17:0 | Brasilien | Mexiko-Stadt |

| 7. Juni 2017 | Kolumbien | 10:0 | Brasilien | Mexiko-Stadt |

| 8. Juni 2017 | Mexiko B | 7:0 | Brasilien | Mexiko-Stadt |

| 8. Juni 2017 | Mexiko | 9:0 | Kolumbien | Mexiko-Stadt |

| 9. Juni 2017 | Mexiko B | 3:2 | Kolumbien | Mexiko-Stadt |

| 9. Juni 2017 | Mexiko | 7:1 | Argentinien | Mexiko-Stadt |

| 10. Juni 2017 | Mexiko B | 4:2 | Argentinien | Mexiko-Stadt |

| Pl. |             | Sp | S | N | Tore  | Punkte |
| --- | ----------- | -- | - | - | ----- | ------ |
| 1.  | Mexiko      | 4  | 4 | 0 | 34:02 | 8      |
| 2.  | Mexiko B    | 4  | 3 | 1 | 16:07 | 6      |
| 3.  | Kolumbien   | 4  | 2 | 2 | 15:14 | 4      |
| 4.  | Argentinien | 4  | 1 | 3 | 18:12 | 2      |
| 5.  | Brasilien   | 4  | 0 | 4 | 00:48 | 0      |

Halbfinale
| 11. Juni 2017 | Mexiko | 4:1 | Argentinien | Mexiko-Stadt |

| 11. Juni 2017 | Kolumbien | 5:4 | Mexiko B | Mexiko-Stadt |

Spiel um Platz 3
| 11. Juni 2017 | Argentinien | 4:2 | Mexiko B | Mexiko-Stadt |

Finale
| 11. Juni 2017 | Mexiko | 5:0 | Kolumbien | Mexiko-Stadt |